# 러시아 고 정교회

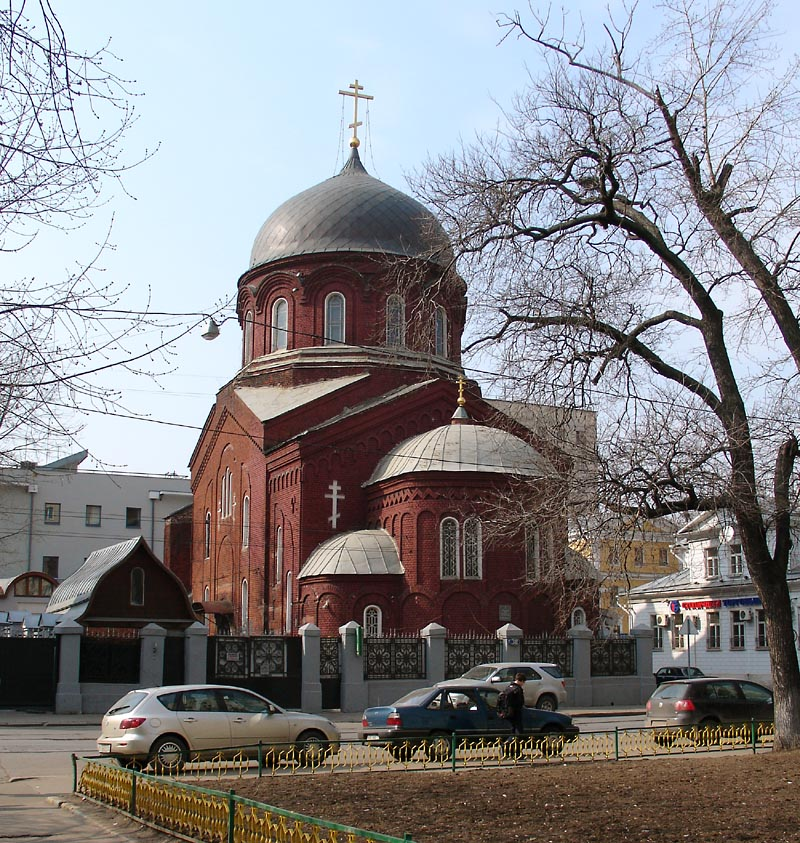

러시아 고 정교회(Russian Old-Orthodox Church)는 17세기 러시아 정교회 내의 분열로 인해 탄생한 기독교 교단이다. 이 교회는 1846년 벨로크리니츠카야파(Belokrinitskaya Hierarchy)의 권위를 받아들이지 않은 고의식파(古儀式派) 교회들을 통합하면서 성립되었다. 이 교회는 노보집코프파(Novozybkov Hierarchy)라고 호칭되기도 한다. 러시아 고 정교회는 콘스탄티노폴리스 세계총대주교청과 교류하는 동방 정교회 교단에서 교회법으로 인정하지 않아 독립적인 교단으로 간주된다.
1963년부터 2002년까지 교회의 수장인 수좌 주교의 공식 칭호는 모스크바와 전 러시아 노보집코프의 대주교였다. 2000년 대주교좌가 러시아 모스크바로 이전하면서 수좌 주교의 칭호에서 노보집코프가 삭제되었다. 2003년 3월에는 공식 칭호를 모스크바와 전 러시아 총대주교로 변경하였다. 현재 교회의 수장은 2000년 5월 9일에 착좌한 알렉산더 총대주교이다.

## 같이 보기
- 고의식파
- 러시아 정교회